# 김수영 (1922년)

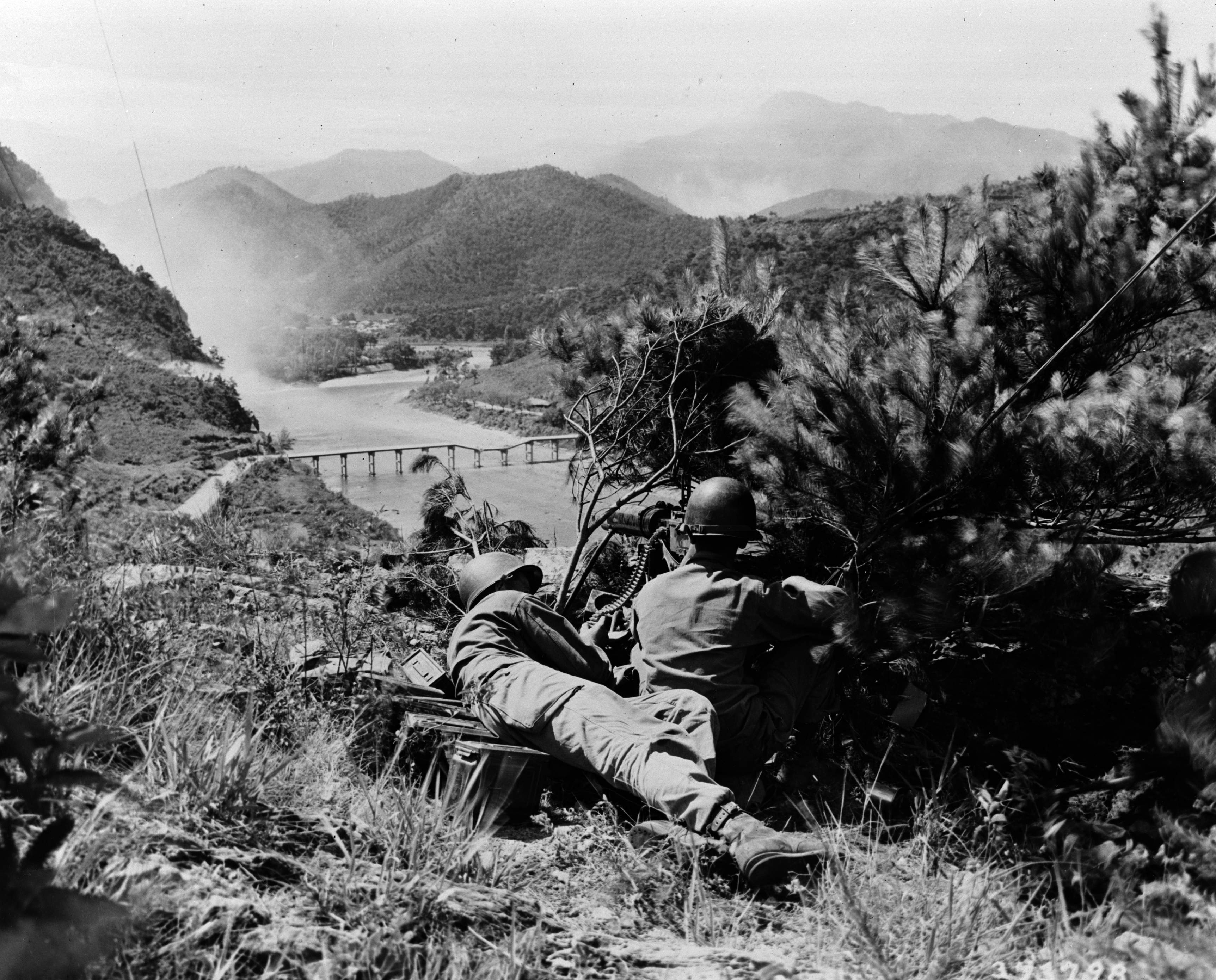
미군의 한국전쟁 전투 모습

김수영(1922년 ~ 1950년)은 1950년 6.25 전쟁 중 전사한 대한민국 육군 소위이다. 육군보병학교 1기 출신으로 1950년, 경북 안강지구에서 전투를 벌이던 황규만 장군(당시 소위)을 지원하기 위해 전장으로 참여했다. 그는 이 전투에서 전사했으며, 당시 황규만 장군은 전쟁이 끝난 후 그를 제대로 안장해주기 위해 임시로 근처 소나무 밑에 그를 묻었고, 14년이 지난 1964년, 그의 유해를 다시 발견한 황규만 장군에 의해 김수영 소위의 유해는 현충원 국립묘지에 안장되었다. 그러나 당시에 황규만 장군은 김 소위의 이름을 몰랐기 때문에 묘비의 이름을 임시로 '육군 소위 김의 묘'라 지었다. 후에 그의 학교 동기를 통해 이름을 알게 된 황규만 장군은 유가족과의 의논 끝에 그의 묘비를 그대로 두기로 하였다.

## 시대 배경
황규만 장군은 1949년 육군사관학교 (대한민국)에 생도 1기(나중에 육사 10기가 됨)로 입교했다. 그가 재학 중 6·25전쟁이 발발했고, 1950년 8월 27일 수도사단 6연대 소속으로 경북 안강지구 도음산 384고지에서 북한군과 맞서 싸웠다. 그리고  당시 1연대 소속이었던 김소위가 황규만 장군을 지원하기 위해 전장에 도착하였다. 이 전투에서 약 1,500명의 청년들이 전사했으며, 이 중에는 김소위도 포함되어 있었다.

## 안장과정
당시 황규만 장군은 전사한 김소위를 나중에라도 전쟁이 끝난 후에 제대로 안장해주고 싶었다. 그래서 인근에 있던 소나무 아래 임시로 그를 매장했고, 작전으로 인해 황규만 장군은 떠나야만 했다. 김소위의 유해가 다시 발견된 것은 그로부터 14년이 흐른 뒤였다.  1964년, 세월은 당시의 흔적을 감췄지만 황규만 장군은 김소위를 잊지 않았다. 그는 자신의 손으로 묻은 김소위의 유해를 찾아냈다. 자신의 부대를 돕기 위해 왔던 김소위였지만, 당시 황 장군은 그의 이름도 알지 못했다. 그렇게 김소위는 그 해 5월 29일 국립묘지에 안장되었다. 하지만 당시에 이름을 알 길이 없었던 황규만 장군은 그의 묘비석에 '육군소위 김의 묘'라는 이름을 붙이게 되었다. 나중에라도 그의 이름을 찾게 된다면 넣기 위해 일부러 비워둔 것이다.

## 두 사람의 전우애
황규만 장군은 김소위를 안장하며 반드시 그의 이름과 가족을 찾겠다고 약속한다. 그리고 훗날 자신이 죽는다면 장군 묘역이 아닌 김소위의 옆자리에 묻히겠다고 결심한다. 그래야 자신의 가족들이  자신과 함께 김소위도 함께 돌봐줄 것이라 믿었기 때문이다. 김소위의 이름을 찾기 위한 그의 노력은 전역하여 예비역이 된 후에도 계속되었다. 그러던 중, 1990년 어느날 그는 김소위가 자신의 동기였다는 예비군 대령을 만나게 되었고, 그에게서 동기생 명부를 받을 수 있었다. 그렇게 힘들게 찾아다녔던 '김수영'이라는 이름을 찾을 수 있었다. 처음에는 그의 이름을 넣을 생각으로 묘비의 이름을 공백으로 남겨두었지만, 후대에도 전쟁의 아픔과 안타까운 사연을 간직한 역사적 산물로 남기를 바라, 유가족의 동의 하에 묘비를 그대로 놔두기로 결정했다. 대신 그의 이름은 묘비 옆 추모비에 새겨져 있다. 김수영 소위는 황규만 장군이 그 누구보다 전우애를 강하게 느꼈던 사람이었다. 2020년 6월 21일, 황규만 장군은 89세의 나이로 별세했다. 그리고 한국 전쟁이 일어난 지 70년이 지난 2020년 6월 25일. 그의 바람대로 그는 김수영의 묘 옆에서 영면에 들었다.

## 참고 문헌
1. 1 2 3 4  “"6·25때 전사한 무명 전우 묘 옆에 묻어달라" 유언 남기고 떠난 장군”. 2020년 6월 22일. 2020년 6월 25일에 확인함.
2. 1 2 3  남효정 (2020년 6월 23일). “"김 소위 옆에 묻어주오"…70년 약속 지킨 육군 장군”. 2020년 6월 25일에 확인함.
3. 1 2 3  “YouTube”. 2020년 6월 25일에 확인함.
4. 1 2  “6.25 참전한 육군 준장이 장군 묘역 아닌 '장병 묘역'에서 영면한 사연” (미국 영어). 2020년 6월 25일. 2020년 6월 25일에 확인함.